# Concórdia do Pará
Concórdia do Pará là một đô thị thuộc bang Pará, Brasil. Đô thị này có diện tích 690,942 km², dân số năm 2007 là 21422 người, mật độ 31 người/km².